# Montecristo (puro)
Montecristo es una marca de Habano fundada en los años treinta, que fue considerada como la más selecta del país. Hoy en día Montecristo sigue vendiendo más cigarros que cualquier otra marca cubana, superando los treinta millones de unidades. Inconfundibles por su capa, carmelita claro, ligeramente aceitosa, los Montecristo poseen un sabor picante único. Su caja está decorada con un diseño de espadas cruzadas y una flor de lis, que hace referencia a El conde de Montecristo, la célebre novela de Alejandro Dumas. Los Montecristo han ganado todos los premios y trofeos a los que se han presentado desde su creación. Tienen la reputación de ser los mejores cigarros del mundo, los más vendidos y los más imitados.

## Historia
La marca fue creada en 1935 por las familias Menéndez y García. Ambas familias se habían unido doce años antes para crear unos cigarros de máxima calidad, los Particulares, que vendían localmente. El Montecristo es el resultado de la experiencia de ambas familias, que pretendían hacerse un hueco en el mercado internacional. Así que promocionaron el Montecristo como un cigarro de prestigio, denominando a los cinco primeros modelos N° 1,2,3,4 y 5. Su éxito en los Estados Unidos fue tal, que el nombre de Montecristo se convirtió en sinónimo de cigarro de calidad en el mercado. 
Aprovechando la prosperidad de la empresa, la compañía de Menéndez y García pronto adquirió las marcas H. Upmann y Por Larrañaga, convirtiéndose, en 1939, en los mayores productores de cigarros en Cuba. Veinte años después, sin embargo, la revolución los expulsó al exilio. Las familias mantienen litigios con el gobierno cubano por usar el nombre de Montecristo, continuando en el mercado a través de la marca Montecruz desde la República Dominicana). A pesar de la adversidad, el Montecristo dominaría el mercado en la década de 1980.

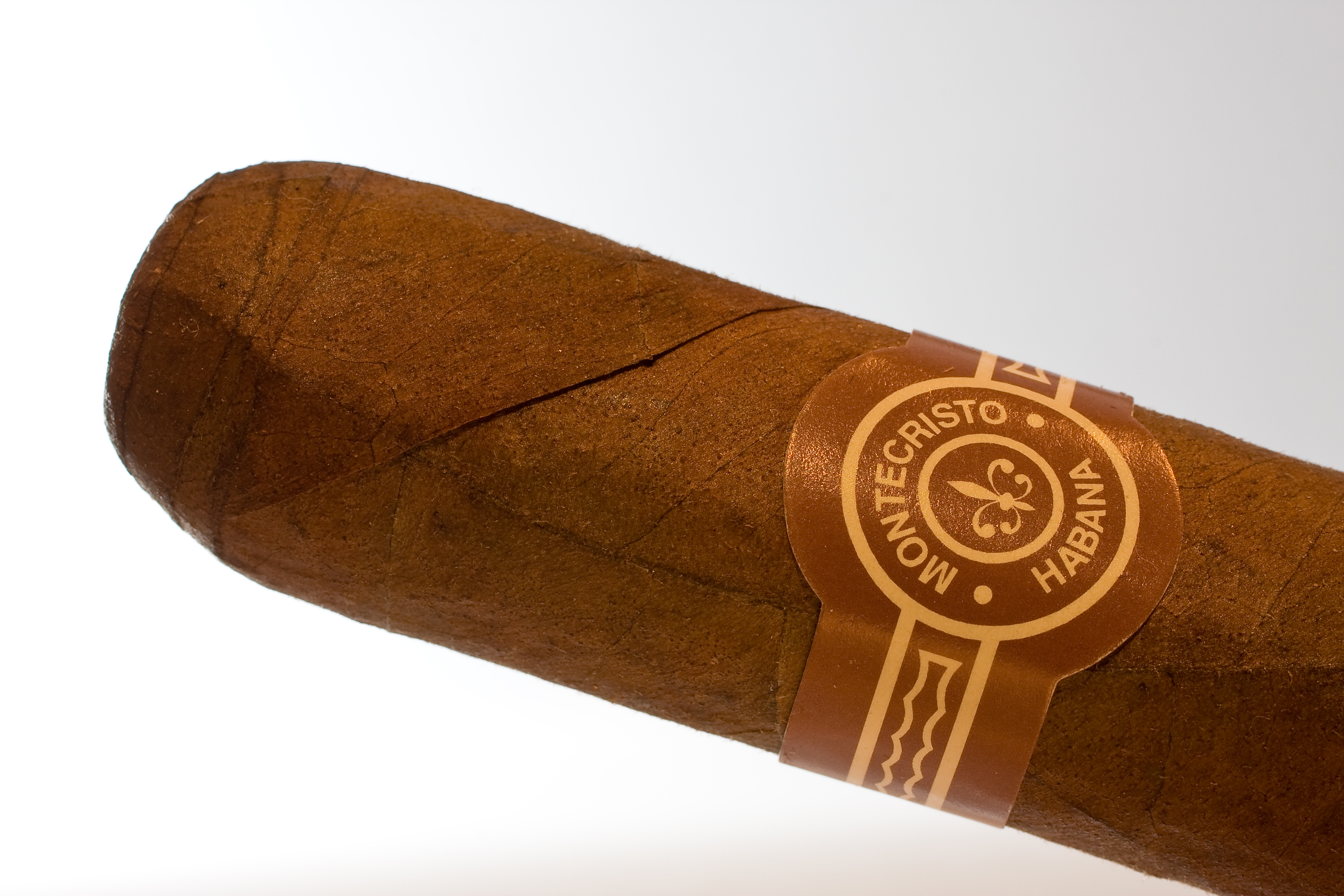
Cigarro Montecristo N.º 4

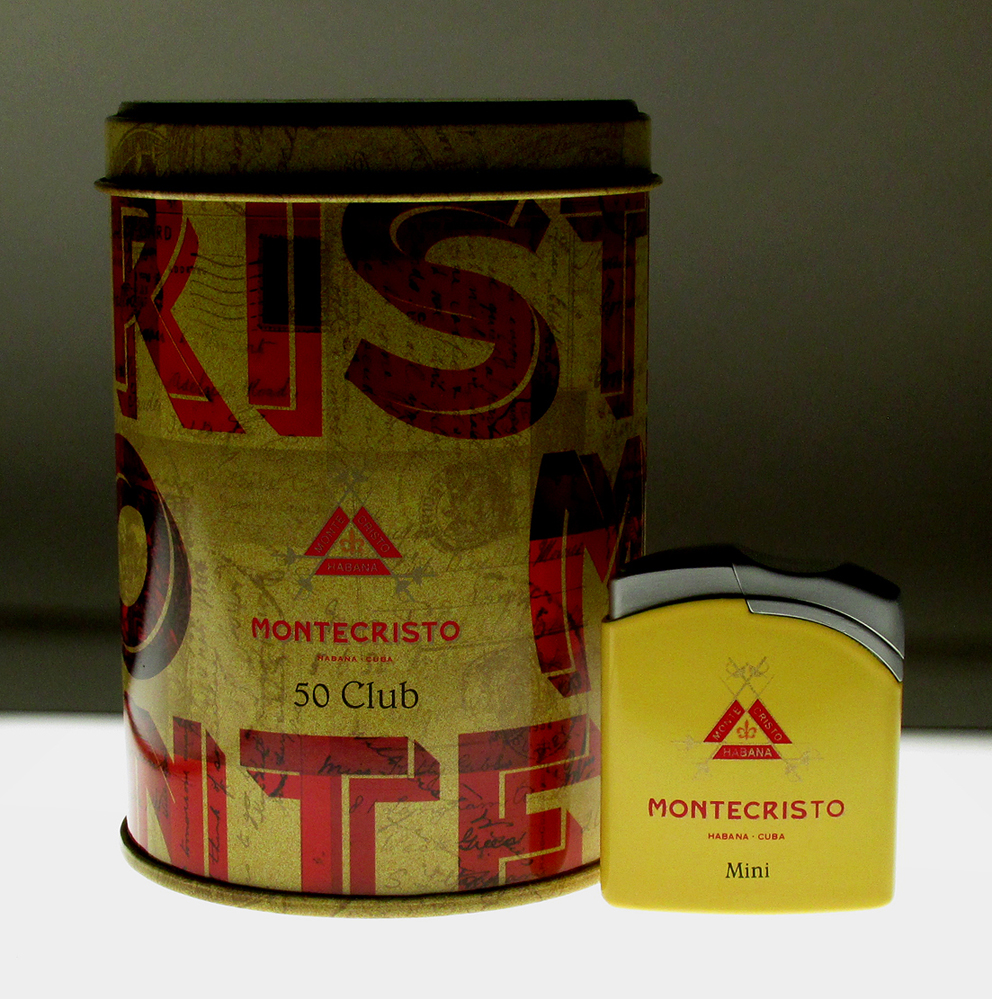
Montecristo Club.

La línea original de cinco vitolas se mantuvo tras la Segunda Guerra Mundial, con la excepción del Tubo, que se incorporó en la década de 1940. José Manuel García González asumió el control de la marca Montecristo después de que la Revolución obligara a Menéndez y García a abandonar Cuba y a trasladarse a las Islas Canarias y a la República Dominicana. Bajo su supervisión, en la década de 1970 se introdujeron cuatro nuevos puros: el Montecristo «A» de 229 mm, el Especial, el Especial n. 2 y el Joyitas —los tres últimos son vitolas Laguito n. 1, 2 y 3 (del mismo tamaño que el producto insignia de la marca Cohíba)—. Estas incorporaciones a la marca que también se caracterizaban por su cuerpo medio-fuerte y su acentuado sabor único, consolidaron a Montecristo como el principal puro cubano. Posteriormente se les unió el Petit Tubo y los Montecristo «B», n.6 y n.7. En 2004 se creó una nueva vitola, Edmundo, y se lanzaron varias ediciones limitadas como el 2006 Robusto (maduro).
Montecristo todavía constituye casi la mitad de las ventas anuales de los puros Habanos de Cuba, aunque se critica una bajada de calidad por su elevada producción, sobre todo en relación con sus modelos más históricos, como los Montecristo N° 3 y N° 4, que continúan como los cigarros más vendidos. Los modelos más grandes escapan a estas críticas y el Montecristo A sigue siendo uno de los mejores puros Habanos.

## Vitolas y sabores
Para caracterizarlos desde el principio, el Montecristo N° 1 es un lonsdale fuerte, El N° 2 es un suave, ligeramente dulce, figurado. El N° 3 es una corona de gran calibre, y los N° 4 y N° 5 son un petit y un tres petit corona, respectivamente. Los Montecristos son unos puros Habanos suaves, ligeros, y en su elaboración se emplean cuatro variedades distintas de hojas, a diferencia de las tres más comunes. También tienen la ventaja de producirse en las mejores fábricas, como José Martí (H. Upmann), fundado por Hermann D. Upmann, Francisco Pérez Germán (Partagás), o El Laguito. A principio de 1970, aparecieron cuatro nuevos modelos: el Montecristo A (un especial de 9 11 pulgadas de longitud: 235 mm.) los Montecristo Especiales (gran panetela), los Especiales N° 4 (corona), y los Joyitas (demi tasse). Por último, las series se ampliaron con la oferta del apropiadamente llamado Montecristo B (petit corona), y del Montecristo Tubos, un lonsdale conservado en tubos de aluminio (y por ello apodados «Tubos»), Las series estándar fueron recientemente ampliadas con los N° 6 y N° 7 ambos de producción limitada.